# یواس‌اس گوین (دی‌دی-۷۱)
یواس‌اس گوین (دی‌دی-۷۱) (به انگلیسی: USS Gwin (DD-71)) یک کشتی بود که طول آن ۳۰۸ فوت (۹۴ متر) waterline* 315 ft 6 in (96.2 m) overall بود. این کشتی در سال ۱۹۱۷ ساخته شد.